# Ванин, Александр Иванович
Алекса́ндр Ива́нович Ва́нин (1892, Токарёво — 1978, Хреновое) — советский учёный-лесовод, исследователь Хреновского бора, преподаватель Хреновского лесного техникума (село Хреновое Бобровского района Воронежской области).

## Биография
А. И. Ванин родился 28 ноября 1892 года в селе Токарёво Касимовского уезда Рязанской губернии (ныне Касимовский район Рязанской области) в крестьянской семье.
В 1904 году окончил церковно-приходскую школу и 13 августа поступил в семиклассное техническое училище в Касимове. В 1906 году, в возрасте 14 лет, перенёс дифтерию с тяжёлыми осложнениями на почки и сердце. После окончания училища 27 мая 1911 года, в сентябре того же года поступил в Петербургский лесной институт. В институте выполнял дипломную работу одновременно со своим старшим братом Степаном в Касимовском лесничестве, под руководством классика российского лесоводства Г. Ф. Морозова. Братья окончили Лесной институт в ноябре 1915 года и оба получили звание учёного лесовода 1 разряда.
В годы Первой мировой войны А. И. Ванин не был на военной службе по состоянию здоровья, но с 1916 году состоял на службе вольнонаёмным на Петроградском электротехническом заводе, принадлежавшем военно-инженерному ведомству. Здесь Александр Иванович работал чертёжником-конструктором мембранной мастерской, а потом старшим калькулятором по предварительному учёту материалов и рабочей силы.
1 ноября 1917 года назначен помощником лесничего в Пензенско-Симбирское управление земледелия и государственных имуществ и направлен в Керенское лесничество Пензенской губернии.
22 марта 1918 года направляен в Ленинское лесничество (бывш. Романовское) Липецкого уезда Тамбовской губернии, где также работал помощником лесничего и начал преподавать в Романовской лесной школе (с 1924 года — Ленинский лесной техникум). 1 января 1932 года техникум был объединён с Хреновским лесным техникумом (село Хреновое Бобровского района Воронежской области). В Хреновском техникуме А. И. Ванин преподавал до выхода на пенсию 12 августа 1957 года, одновременно вёл научную работу по изучению Хреновского бора. Выйдя на пенсию, продолжал преподавать в техникуме и вести общественную работу.

## Практическая, научная и преподавательская деятельность
Александр Иванович Ванин известен своими исследованиями флоры окрестностей Липецка и изучением Хреновского бора — естественно-искусственного массива сосны, одного из самых южных в России. Материалы публиковались в журнале «Известия Липецкого общества изучения местного края». По министерскому заказу написал «Определитель деревьев и кустарников» и учебник по дендрологии для лесных техникумов. В «Определитель» включено 187 видов, имеются таблицы для определения хвойных и лиственных пород по листьям, почкам, шишкам, плодам и семенам и по всходам, также даётся морфологическая характеристика пород и сведения о географическом распространении.
В лесном техникуме А. И. Ванин преподавал ботанику и специальные предметы — лесоводство, лесоведение, таксацию, дендрологию, лесозащиту. Также занимался общественной работой, был членом и председателем лекторского бюро общества «Знание».
Во время Великой Отечественной войны с учащимися техникума занимался заготовкой древесины для поставок на фронт, при этом организовал работы так, чтобы сохранить уникальность Хреновского бора. В 1948—1957 годах руководил созданием дендрария при Хреновском лесном техникуме. Александр Иванович сам выбрал для него участок площадью 3,5 гектаров и составил план. Всего в дендрарии было посажено около 180 видов растений, в том числе дальневосточные и североамериканские экзоты.

## Награды
- Медаль «За доблестный труд в Великой Отечественной войне 1941—1945 гг.»
- Знак «Отличнику Главлесохраны при СНХСССР».
- Знак «Отличнику Социалистического соревнования сельского хозяйства МСХ СССР».
- Знак «За сбережение и приумножение лесных богатств РСФСР».
- Медаль «За доблестный труд в ознаменование 100-летия со дня рождения В.И Ленина».

## Семья
Отец — Иван Степанович Ванин, крестьянин села Токарёва, запасный писарь, мать — родом из села Ерахтур, крестьянка, работница на добыче торфа в Орехово-Зуеве.
Братья
- Дмитрий Иванович Ванин (5 февраля 1887 — ноябрь 1950) родился в Ерахтуре, окончил школу в Токарёве и семиклассное училище в Касимове (в 1907 году), в 1909—1912 годах — студент Петербургского лесного института. Затем работал помощником лесничего и преподавателем лесоводства в Вельске. Участник Первой мировой войны. С 1920 года — лесничий, преподаватель и заведующий Хреновской лесной школы (с 1924 года — техникума).
- Степан Иванович Ванин (1891—1951) — учёный и педагог, доктор сельскохозяйственных наук, профессор, специалист по лесной фитопатологии и древесиноведению. Преподавал в Воронежском сельскохозяйственном институте и Ленинградском лесном институте / лесотехнической академии.
- Григорий Иванович Ванин — работник лесного хозяйства в Московской области.
- Иван Иванович Ванин (1898—1973) — учёный, кандидат сельскохозяйственных наук, миколог и фитопатолог. Изучал иммунитет растений.